# 最後の西遊記
『最後の西遊記』（さいごのさいゆうき）は、野々上大二郎による日本の漫画作品。『週刊少年ジャンプ』（集英社）にて、2019年14号から同年38号まで連載された。

## あらすじ
母親の死を乗り越え元気に暮らしていた少年・藤田龍之介は、ある日父親から、目と手足が不自由な女の子・杜コハルの兄となり、面倒を見ろと命じられる。最初は嫌がる龍之介だったが、健気なコハルに次第に心を動かされ、兄として妹を護る事を決意する。しかし、コハルはこの世を妖怪で溢れさせ、人類を滅亡される能力を持っていた。

## 登場人物
藤田 龍之介（ふじた りゅうのすけ）
野球好きな小学3年生。妹になったコハルを絶対に護ると誓う。
杜 コハル（もり コハル）
たった一言で常識を覆し、人に妖怪の存在を認識させる能力をもつ。
龍之介の父
代々一族に受け継がれる妖怪退治に使われた如意棒を龍之介に渡す。
サイ
世界を妖怪で満たそうとしている混世の従者の副リーダー。
系（けい）
大昔にコハルと同じ能力を使って、世界に妖怪を溢れさせた。

## 反響
第1話が掲載された時点では、理不尽な物語の展開が読者を騒然とさせていた。ポップな絵柄とは異なるシリアスな展開に、期待の声が相次いでいた。
しかし西遊記と銘打ちながらも現代の日本を舞台にし、旅もしなければ原案の西遊記に因んだ妖怪も出てこない、辛うじての西遊記らしさは、主人公が如意棒を用いて闘うことがほぼ唯一で、タイトルの「西遊記」がほぼ無意味のバトルアクション漫画として物語は進み、無論読者アンケート結果は低迷し、連載は打ち切られた。

## 制作背景
野々上は連載開始時に「一風変わった西遊記を描く」とコメントをしていた。

## 書誌情報
- 野々上大二郎『最後の西遊記』集英社〈ジャンプ・コミックス〉、全3巻
  1. 2019年7月4日発売[3][4]、ISBN 978-4-08-881882-5
  2. 2019年9月4日発売[5]、ISBN 978-4-08-882050-7
  3. 2019年11月1日発売[6]、ISBN 978-4-08-882102-3